# Ямакосі (повіт)
Пові́т Ямако́сі (яп. 山越郡, やまこしぐん, МФА: [jamakoɕi guɴ]) — повіт в Японії, в окрузі Осіма префектури Хоккайдо.